# Peter Benchley
Peter Bradford Benchley (Nueva York, 8 de mayo de 1940-id. 11 de febrero de 2006) fue un escritor estadounidense. Hijo del también escritor Nathaniel Benchley y nieto de Robert Benchley, un periodista, actor y escritor estadounidense que fundó la Mesa Redonda del Algonquin.
Tras cursar sus estudios en Harvard, Benchley trabajó sucesivamente en el Washington Post, la revista Newsweek en la que llegó a ser editor, la revista National Geographic e incluso la Casa Blanca, siendo su tarea en este último destino la de escribir discursos políticos para Lyndon B. Johnson. Su primer libro, Tiburón, fue publicado en 1974, convirtiéndose inmediatamente en un éxito de ventas. Benchley fue catapultado definitivamente al estrellato tras el rodaje de la versión fílmica de la novela, Tiburón, llevada a cabo por Steven Spielberg en 1975. El propio Benchley fue coguionista de la película junto con Carl Gottlieb.
Desde entonces, Peter Benchley escribió doce obras más, tanto de ficción como de divulgación sobre su tema preferido, los océanos y, especialmente, los tiburones. También fue miembro de la asociación ecologista National Council of Enviromental Defense, colaborando en su programa para los océanos como conferenciante.

## Obra

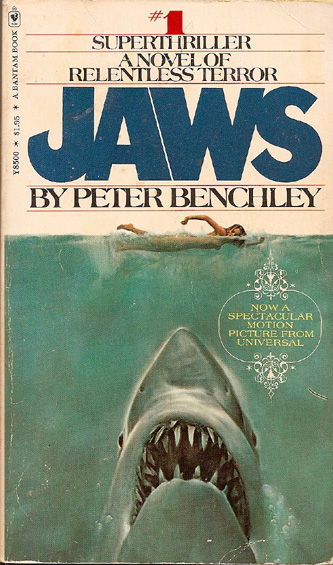
Portada de la edición de tapa blanda de la novela Tiburón, la más famosa de Peter Benchley.

Ficción
1974 Tiburón
1976 The Deep
1979 The Island
1982 The Girl of the Sea of Cortez
1986 Q Clearance
1989 Rummies
1991 Beast
1994 White Shark
1997 Peter Benchley's Creature
No ficción
1994 Ocean Planet: Writings and Images of the Sea
2001 Shark Trouble: True Stories About Sharks and the Sea
2002 Shark!: True Stories and Lessons from the Deep
2005 Shark Life: True Stories About Sharks and the Sea (coescrita con Karen Wojtyla)
Actor
1994 La señora Parker y el círculo vicioso
- Datos: Q333251